# Rabča
Rabča (Hongaars: Rabcsa) is een Slowaakse gemeente in de regio Žilina, en maakt deel uit van het district Námestovo.
Rabča telt 4.630 inwoners.